# Johann Evangelist Engesser
Johann Evangelist Engesser (* 31. Dezember 1778 in Fürstenberg; † 30. September 1867 in Mundelfingen) war ein badischer römisch-katholischer Geistlicher und Politiker.

## Leben
Geboren am 31. Dezember 1778 im Städtchen Fürstenberg, studierte er Theologie in Freiburg und erhielt die Priesterweihe am 19. September 1801. Er war Pfarrkurat in Altglashütten. Seine erste Pfarrstelle erhielt er in Unterbaldingen. Ab dem 22. Dezember 1814 war er Pfarrer in Mundelfingen. Als Geistlicher Rat wurde er am 13. Dezember 1823 zum Mitglied der katholischen Kirchensektion in Karlsruhe berufen. 1825 wurde er zum Direktor der katholischen Kirchensektion ernannt und zwei Jahre später zum Großherzoglichen Geheimen Rat 2. Klasse befördert. In dieser Funktion war er für die Kirchen- und Schulangelegenheiten des Großherzogtums Baden zuständig. 1827 wurde ihm anlässlich der ersten Inthronisation des Erzbischofs von Freiburg die Ehrendoktorwürde der Fakultät der katholischen Theologie der Universität Freiburg verliehen. In der Funktion als Direktor der katholischen Kirchensektion verblieb er bis zur Pensionierung 1832. Danach ging er in die Pfarrei Mundelfingen zurück, die er sich vorbehalten hatte, und starb dort sehr zurückgezogen am 30. September 1867.
Am 17. November 1809 wurde Engesser in die Freimaurerloge Zur edlen Aussicht aufgenommen. Er hinterließ ein großes Vermögen und zahlreiche Kunstschätze (u. a. eine sitzende Madonna aus dem 15. Jahrhundert), die in den Folgejahren häufig den Besitzer wechselten.

## Politik
1825 wurde er Mitglied der Badischen Ständeversammlung im Wahlbezirk Villingen und Hüfingen. 1828 wurde er Vizepräsident in der badischen Zweiten Kammer und damit war er während des gesamten Vormärz der einzige Nichtjurist im Kammerpräsidium.
Die Regierung des Großherzogs Ludwig brachte ihn als Koadjutor des Erzbischofs Bernhard Boll in Vorschlag. Nach dem Tod des Großherzogs wurde der Vorschlag jedoch zurückgezogen und Engesser 1832 pensioniert.
Seine Tätigkeit als Direktor der Kirchensektion mit der Zuständigkeit für die Schulangelegenheiten brachte ihn ins Visier der divergierenden Kräfte damaliger Zeit. Zum einen wurde er von Garnier beschuldigt, an der Kaspar Hauser Entführung beteiligt zu sein, zum anderen musste er sich gegenüber dem Ordinariat wegen seiner Salpetergeschäfte rechtfertigen. Schließlich beinhalteten die Salpetererunruhen auch einen Schulstreik. Mit Ignaz Heinrich von Wessenberg, dem Generalvikar von Konstanz und Gegenpol der Salpeterer stand er in reichhaltigem Briefwechsel.

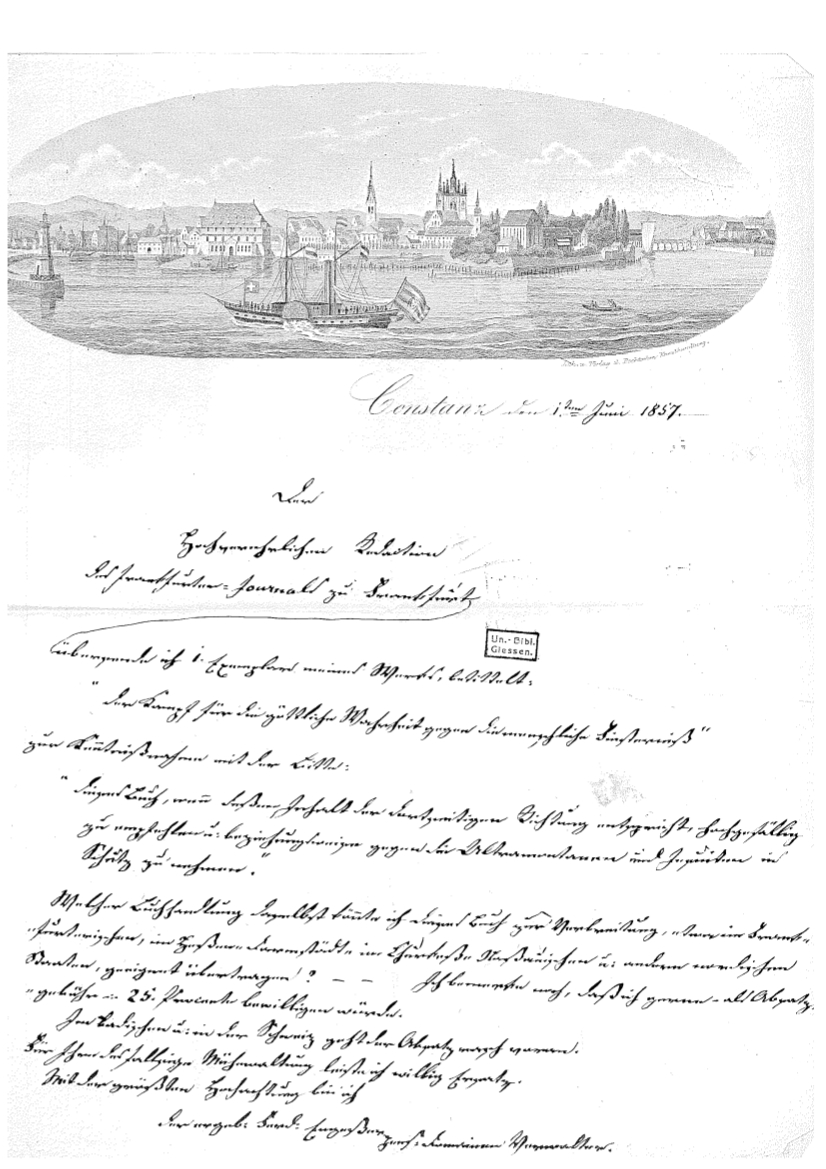
Brief Engessers

## Auszeichnungen
Sowohl weltliche Orden (1825 Kommandeur des Zähringer Löwenordens) als auch höchste päpstliche Orden (1829 Ritter des goldenen Sporn) wurden ihm verliehen.
In Freiburg und Karlsruhe sind jeweils Straßen nach ihm benannt.